# Dorfkirche Gantikow

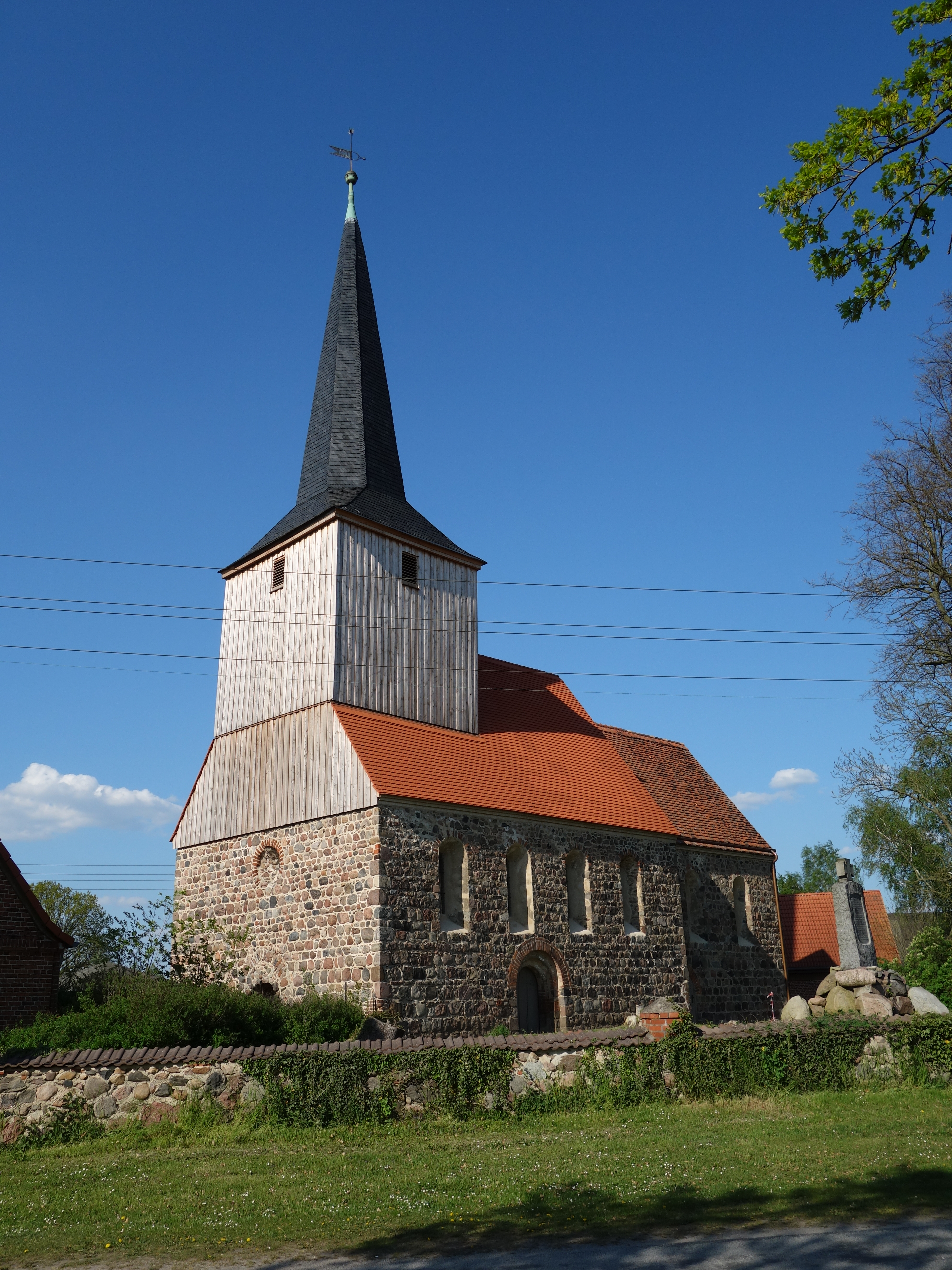
Dorfkirche Gantikow

Die denkmalgeschützte evangelische Dorfkirche Gantikow steht in Gantikow, einem Ortsteil der Stadt Kyritz im Landkreis Ostprignitz-Ruppin von Brandenburg. Die Kirche gehört zum Pfarrsprengel Kyritz im Kirchenkreis Prignitz der Evangelischen Kirche Berlin-Brandenburg-schlesische Oberlausitz.

## Beschreibung
Die Feldsteinkirche wurde um 1264 erbaut. Sie besteht aus einem Langhaus und einem eingezogenen, gerade geschlossenen Chor im Osten. Aus dem Satteldach des Langhauses erhebt sich im Westen ein mit Holz verkleideter Dachturm, der den Glockenstuhl beherbergt, und mit einem achtseitigen, schiefergedeckten Knickhelm bedeckt ist. Das Gewände des Portals an der Südseite des Langhauses ist aus Backstein. 
Der Chor und das Langhaus sind im flachgedeckten Innenraum durch einen Triumphbogen verbunden. Im Westen des Langhauses wurde in der ersten Hälfte des 17. Jahrhunderts eine Empore eingebaut. Die Orgel mit sechs Registern, einem Manual und einem Pedal wurde um 1890 von Albert Hollenbach gebaut.